# Collégiale Notre-Dame de Semur-en-Auxois
Remontant au XIe siècle, reconstruite au XIIIe siècle et au XIVe siècle, l’église Notre-Dame de Semur-en-Auxois dans le département de la Côte-d'Or et la région Bourgogne-Franche-Comté, est un édifice de style gothique, qui témoigne de l’importance de la cité durant le Moyen Âge et de l’évolution de l’art religieux bourguignon jusqu’aux XIVe et XVe siècles, époques de ses derniers remaniements.

## Historique
Selon la tradition, le Duc de Bourgogne Robert Ier aurait décidé de la construction d’une nouvelle église dans la partie Est du bourg en expiation du meurtre de son beau-père Dalmace de Semur-en-Brionnais.
Dépendant de l’abbaye bénédictine de Flavigny-sur-Ozerain, ce prieuré d’origine fait place à partir du XIIIe siècle à l’église actuelle, construite à partir de l’année 1225. Dédiée à l'Assomption de la Vierge Marie, son chœur est orienté à l'est au soleil levant du 15 août.
D’importants dons, émanant en particulier des corporations de métiers, ont conduit à l’adjonction de chapelles latérales, sur le bas-côté nord, au XVe siècle.
Devenue Collégiale en 1739, l’église a été restaurée au XIXe siècle par Viollet-le-Duc. Un an après le chantier de Saint-Père-sous-Vézelay, ce dernier propose un devis de 56791 francs pour la restauration de l'édifice. Dans un premier récapitulatif datant de 1847, Eugène Viollet-le-Duc indique que le sommet de la flèche du transept a été reconstruit à neuf, la cage de cette flèche consolidée (tout comme le pignon du transept sud) et la charpente du cœur refaite à neuf. Les travaux, initiés en 1845, se poursuivent jusqu'en 1854-55.

## Architecture
La façade, qui donne sur la place Notre-Dame, est dotée de deux tours carrées tandis que le transept est coiffé d’un clocher octogonal, d'une hauteur de 58 mètres.
Précédée d'un vaste porche à trois portails du XVe siècle, la nef, datant des XIIIe et XIVe siècles, surprend par son étroitesse et son élévation.
Elle comporte huit travées, le chœur, de type bénédictin, en comportant trois.
Un triforium domine le chœur. Il est agrémenté de nombreuses têtes sculptées, représentant les différents personnages de la société du XIIIe siècle virant à Semur. Les stalles du chœur datent de 1728. Le vitrail central représente l'Assomption de la Vierge enlevée au ciel par quatre anges.
L’abside se termine par trois chapelles rayonnantes.
Sur le bas-côté nord se succèdent depuis le transept : la chapelle des drapiers (XVIe siècle) dont les vitraux représentent la tonte, le lavage, le travail du foulon, la coupe, le cardage, le tissage et le peignage ; la chapelle des bouchers (XVIe siècle) dont les deux vitraux représentent l'abattage d'un bœuf et la préparation de la viande ; la chapelle Sainte-Barbe (XVIe siècle) ; la chapelle du Saint Sépulcre, où est déposée une Mise au tombeau polychrome de la fin du XVe siècle qui a été attribuée à Antoine Le Moiturier, avec un vitrail à la mémoire des soldats américains morts pendant la guerre de 1914-1918.
L'orgue est un "huit pieds en montre avec bourdon de 16 et positif de 4 pieds". Il se compose de 35 jeux sur trois claviers manuels et un pédalier. Le premier orgue de l'église date de 1584. Il a été agrandi en 1682, en même temps qu'une tribune était construite. Il a été à nouveau modifié en 1778, puis reconstruit en 1883. Il est classé Monument Historique depuis 1987.
La porte des Bleds, située au Nord et ainsi nommée parce qu'elle donnait autrefois sur des champs cultivés, est dotée d’un tympan sculpté du XIIIe siècle, relatant l’incrédulité de Saint Thomas et l’évangélisation des Indes. Les anciennes pentures de la porte ont été restaurées en 1846 par le ferronnier d'art Pierre Boulanger qui réalisa également la grille de clôture en fer forgé de la chapelle Notre-Dame.
Sur le flanc sud de l'église se trouve un petit cloître, chacun de ses côtés ne contenant que deux travées.

## Photographies

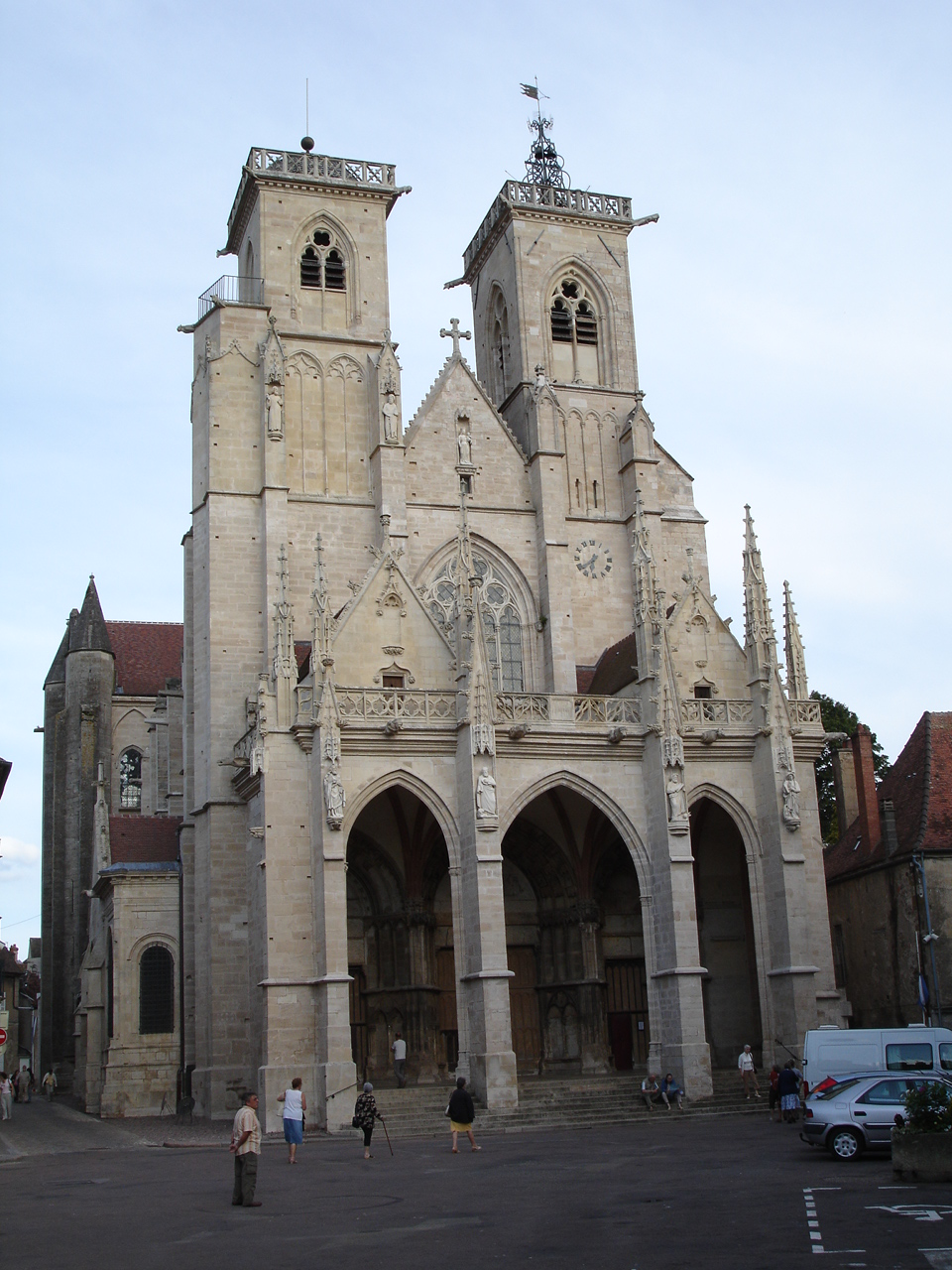
Façade de l’église.
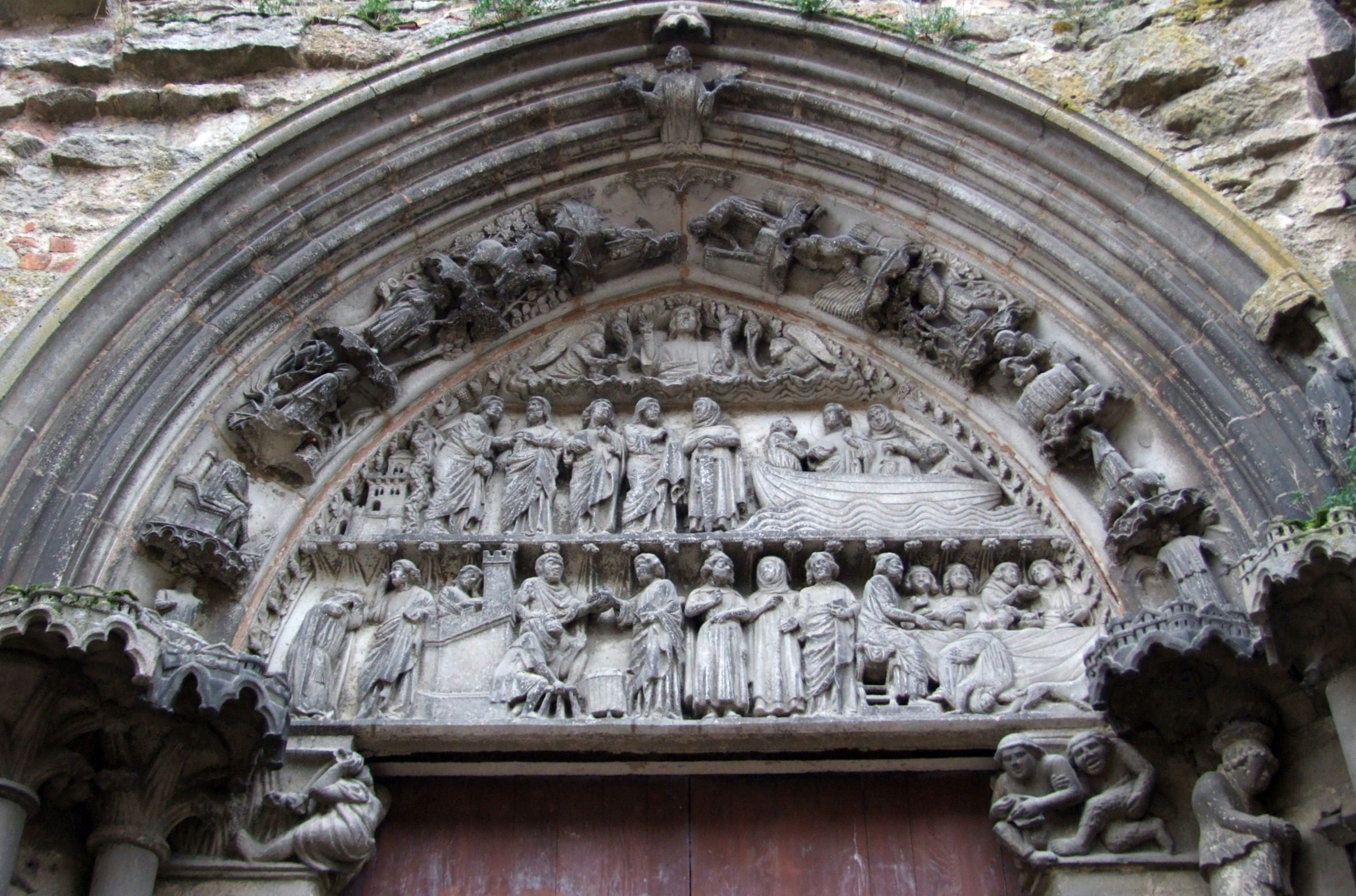
Tympan de la Porte des Bleds.
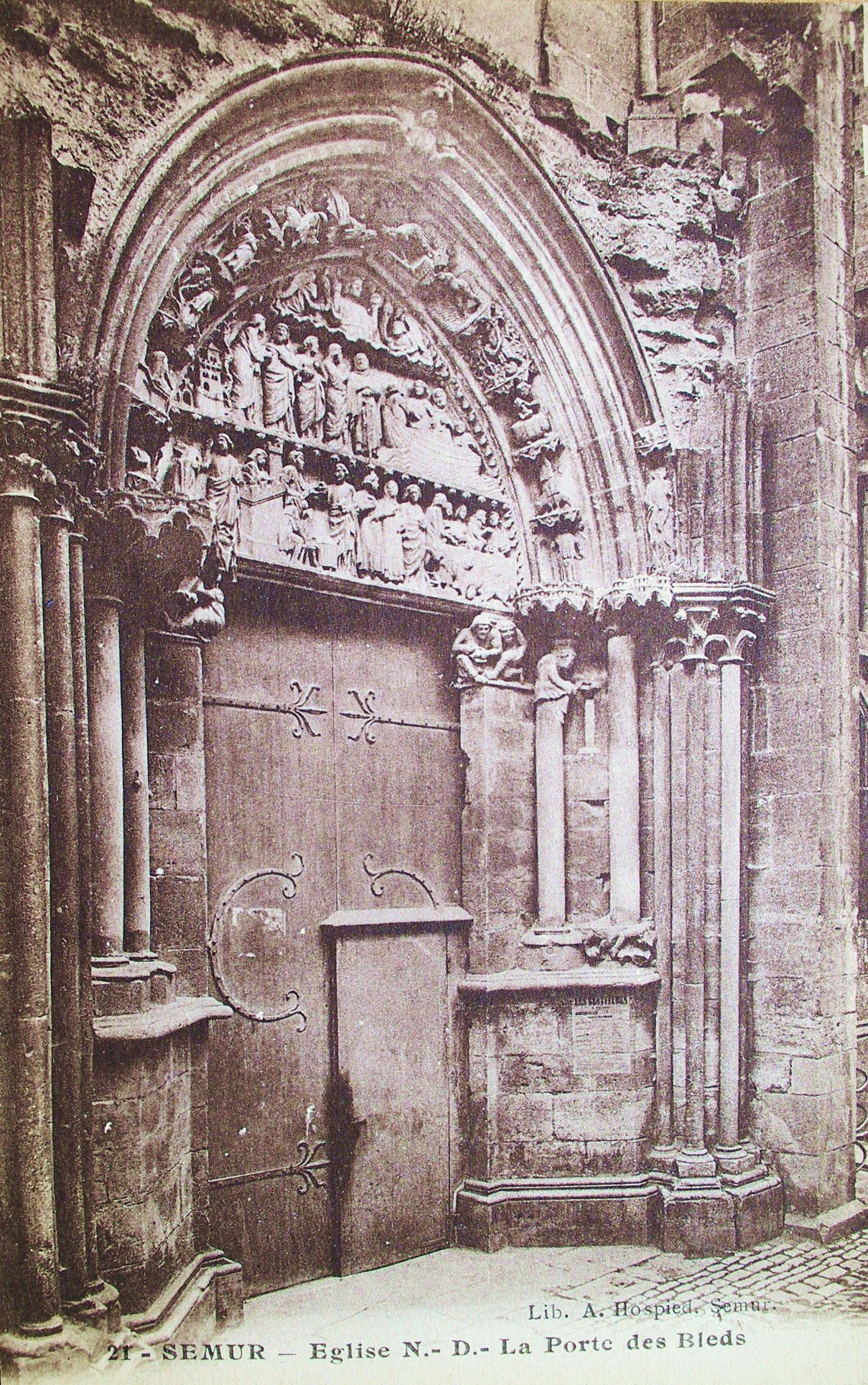
Pentures de la porte des Bleds.
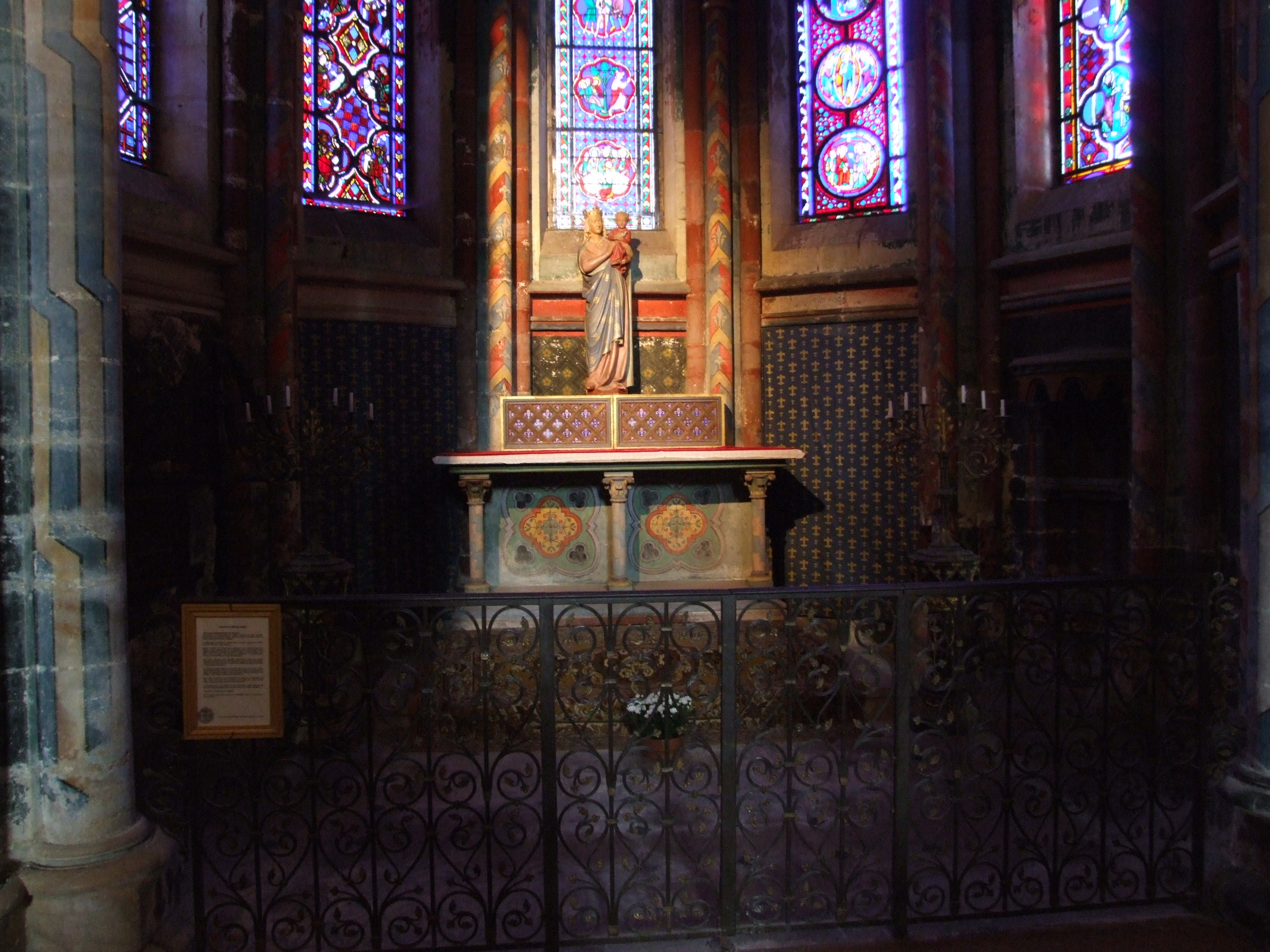
Chapelle Notre-Dame.
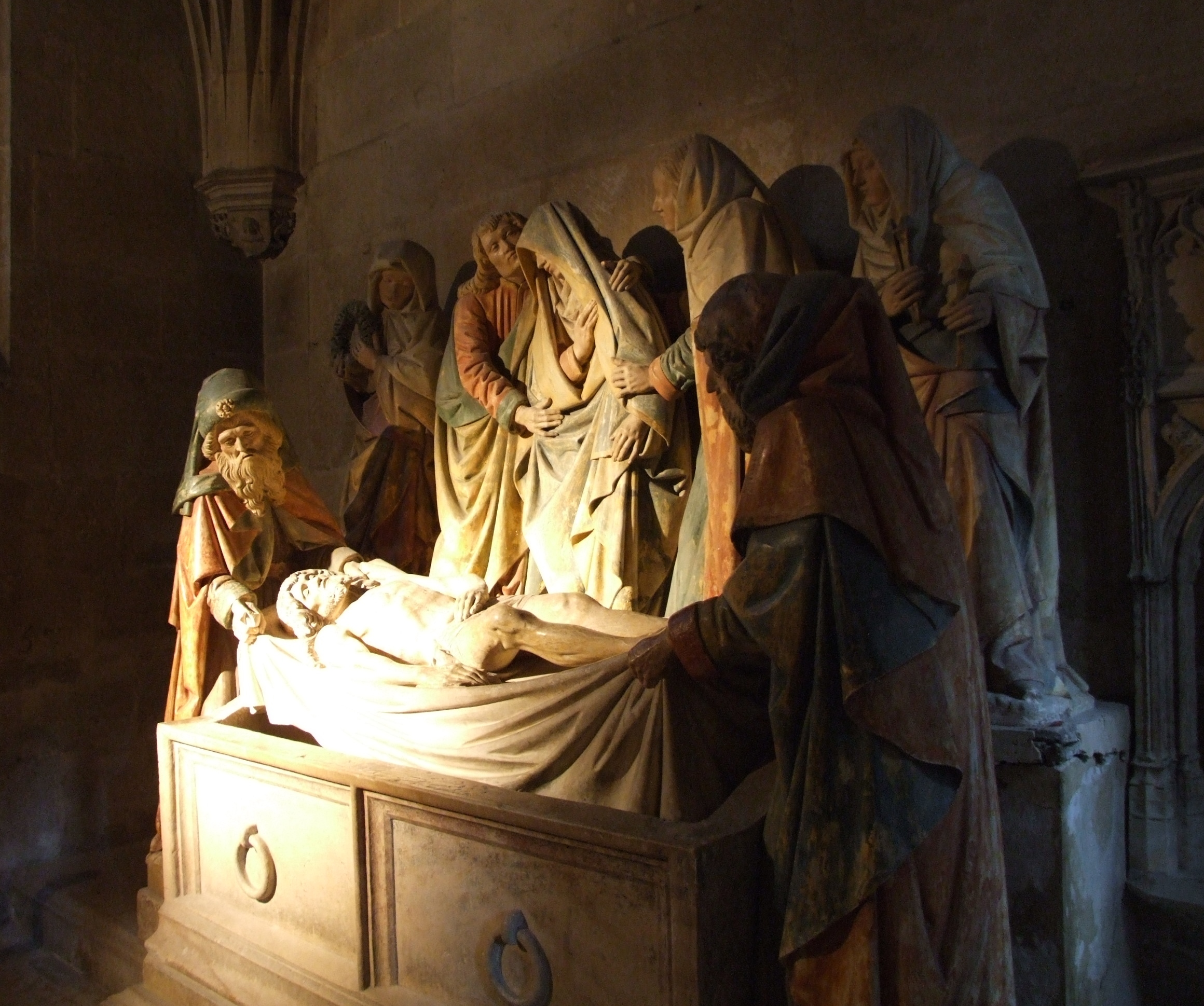
Mise au Tombeau.
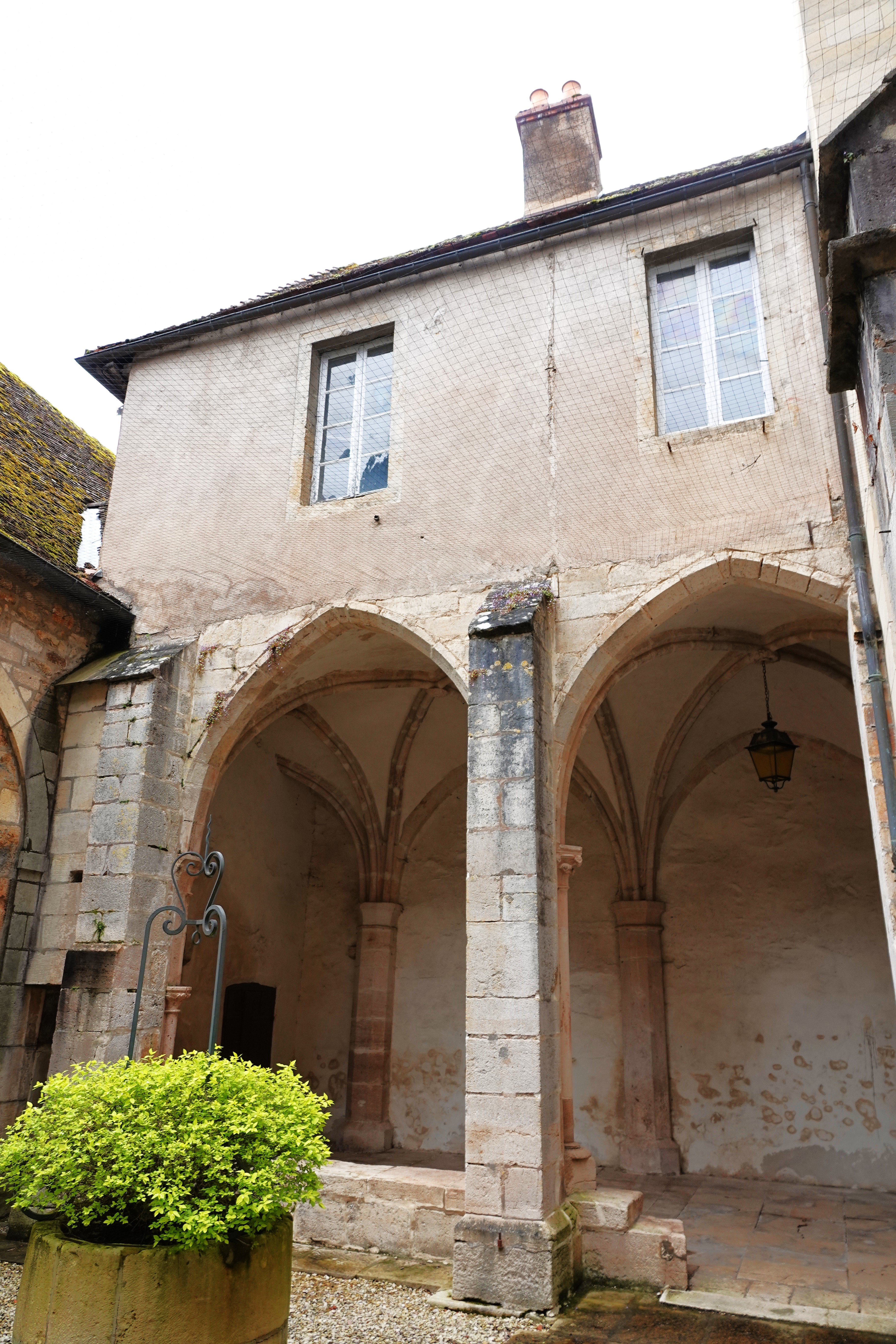
Cloître.
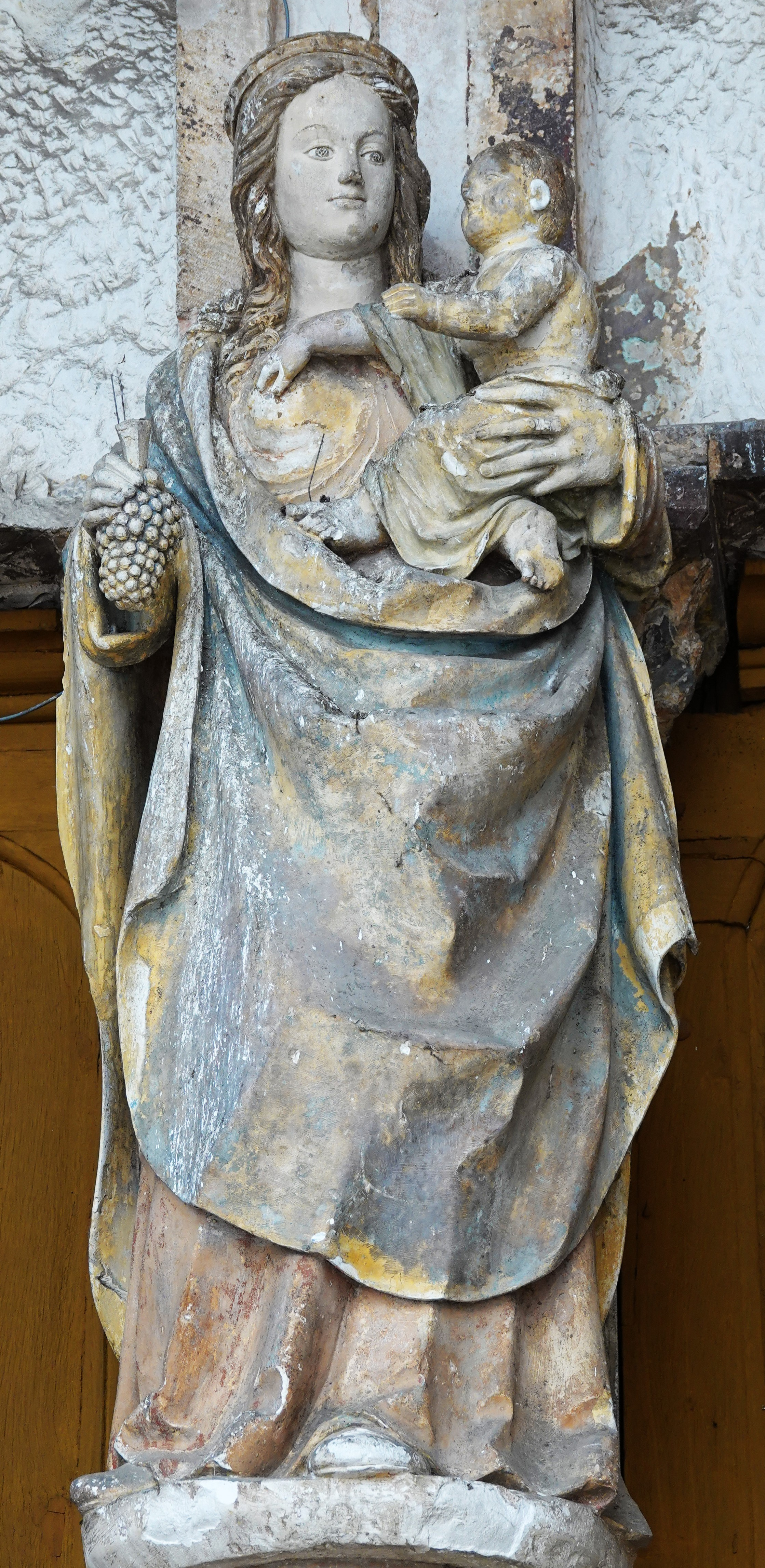
Vierge à l'Enfant sur le trumeau du grand portail.

## Personnalités attachées à cet édifice
(liste chronologique non exhaustive)
- 1482  - Jean VI Rolin (v.1450 - 1501)[5]